# 加藤清二
加藤 清二（かとう せいじ、1912年（明治45年）6月25日 - 1994年（平成6年）8月26日）は、日本の労働運動家、政治家。衆議院議員（9期）。

## 経歴
愛知県名古屋市出身。1932年、愛知県第一師範学校本科を卒業し、1935年、同専攻科を卒業。愛知県下の小学校教師、青年学校教師を務めた。
戦後、名古屋市教員組合書記長、愛知県教員組合書記長を歴任。1952年10月、第25回衆議院議員総選挙に愛知県第2区から左派社会党所属で出馬し初当選。以後、第26回、第27回と、第29回から第34回までの総選挙で当選し、衆議院議員を通算9期務めた。この間、国土開発縦貫自動車道建設審議会委員、検察官適格審査会委員、裁判官訴追委員会第二代理委員長、衆議院産業公害対策特別委員長、同決算委員長、日本社会党中小企業部長、同商工部長、同会計監査、同産業貿易委員長、同繊維対策委員長、同政策審議会副会長、同愛知県連会長などを歴任。
その他、全国学校生活協同組合理事長、総評福祉協議会議長、東京労働金庫理事などを務めた。
1983年春の叙勲で勲一等瑞宝章受章。
1994年8月26日死去、82歳。死没日をもって従三位に叙される。